# Chaetexorista solomonensis
Chaetexorista solomonensis är en tvåvingeart som beskrevs av Baranov 1936. Chaetexorista solomonensis ingår i släktet Chaetexorista och familjen parasitflugor. Inga underarter finns listade i Catalogue of Life.